# Kemah (Texas)
Kemah város az USA Texas államában, Galveston megyében. Lakosainak száma 1807 fő (2020. április 1.).

## Népesség
A település népességének változása:

| 2010 | 1 773 |
| 2020 | 1 807 |